# 坂東大橋
坂東大橋（ばんどうおおはし）は、埼玉県本庄市沼和田と群馬県伊勢崎市八斗島町を結ぶ、利根川に架かる橋。路線は国道462号。(及び群馬県道・埼玉県道18号伊勢崎本庄線の共用区間)

## 概要
旧橋が架設される前は1883年（明治16年）に架設された木橋が存在した。
旧橋は木橋に代わるものとして埼玉県と群馬県の両県および周辺自治体が資金を出し合い、建設に約2年の歳月をかけ、1931年6月15日に開通した曲弦ワーレントラス型鉄橋であった。この橋は建設当時に計画されていた上毛電気鉄道の支線（上毛電気鉄道本庄線）と設備を共有し鉄道道路併用橋として利用される計画であった為、橋脚や橋桁が2段構造になっていた。ただし、この鉄道線の計画は橋完成直後に世界恐慌等の資金難により中止され実現しなかった。戦後、軌道用に確保されていた部分は交通量の増加により、1965年に道路として拡張された。旧橋の橋長は917.448 m、総幅員9.7 m、有効幅員は9.0 mであった。架設当時は群馬県内で最長の橋梁であった。
斜張橋である新橋は、旧橋の老朽化への対応と国道462号の道幅拡張の一環として約9年の歳月をかけて建設され、2004年3月6日に開通した。橋長は936 m、中央径間長200 m、幅員は20.5 m（4車線道路）である。デザインは飛び立つ白鳥をイメージしている。
新橋開通に伴い、旧橋はその役割を終え、同年秋より約2年半かけて解体され、部材の一部が橋の袂の伊勢崎市側においてモニュメントとして保存されている。
現在新橋には「坂東大橋」となっているプレートが群馬県側、埼玉県側に設置されているが、旧橋では埼玉県側は「阪東大橋」となっていた。

## 風景

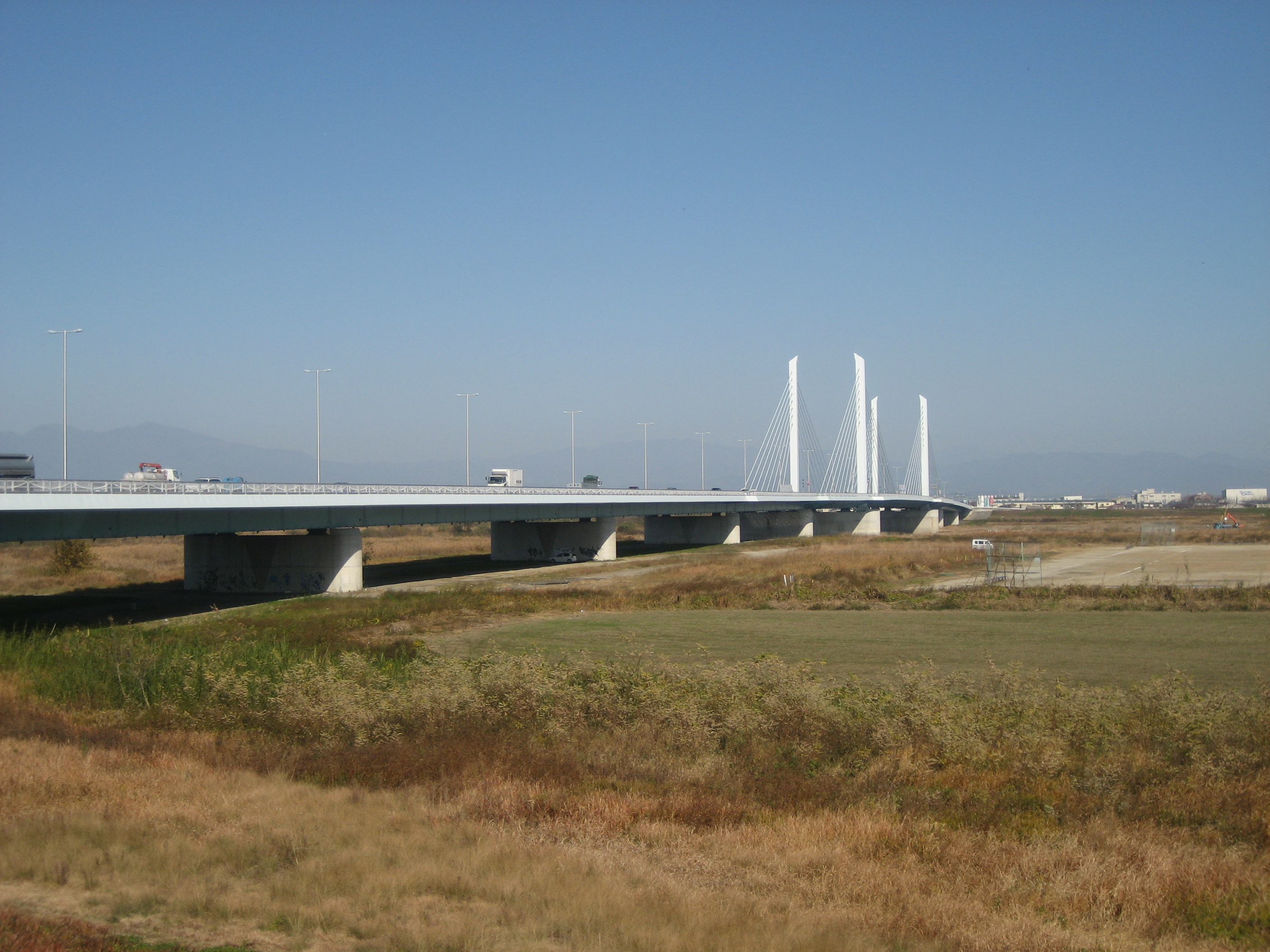
右岸下流側より
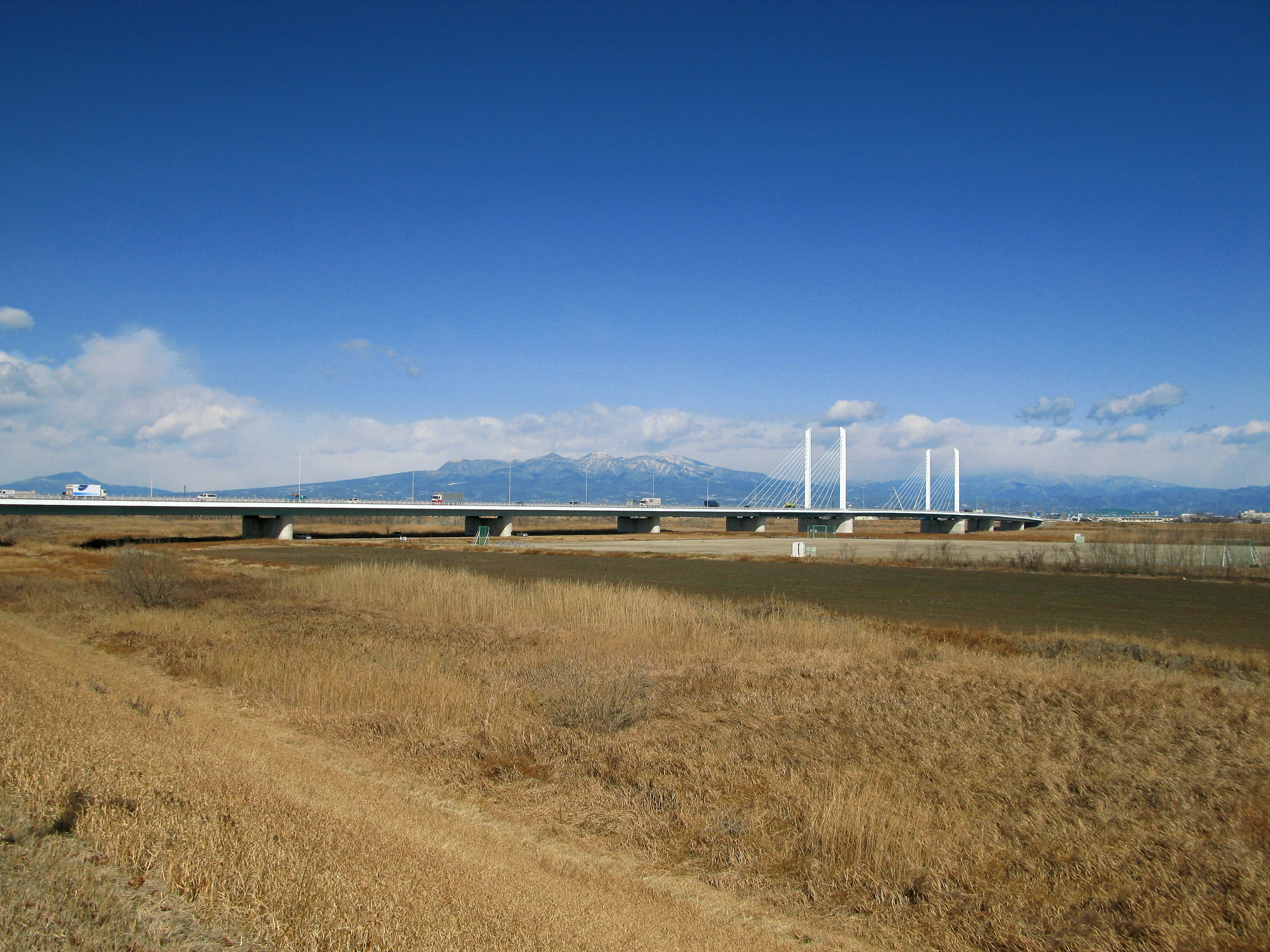
坂東大橋と赤城山
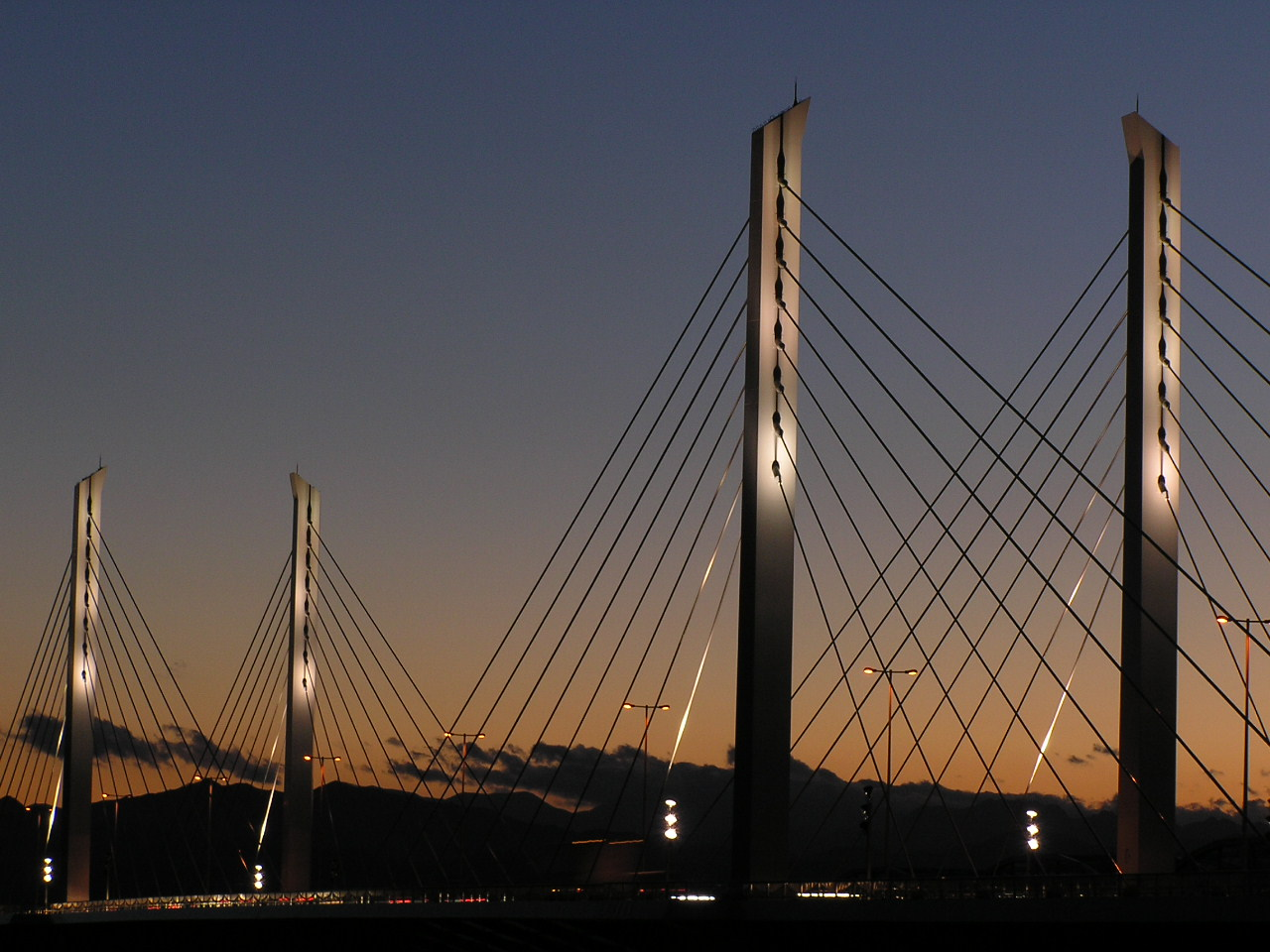
ライトアップ
旧橋のモニュメント

## 隣の橋
- 利根川

伊勢玉大橋 - 五料橋 - 坂東大橋 - 上武大橋 - 新上武大橋